# Bror Gunnar Jansson
Pour les articles homonymes, voir Jansson.
Bror Gunnar Jansson, né le 7 juillet 1986 à Lerum est un auteur-compositeur-interprète suédois.

## Biographie

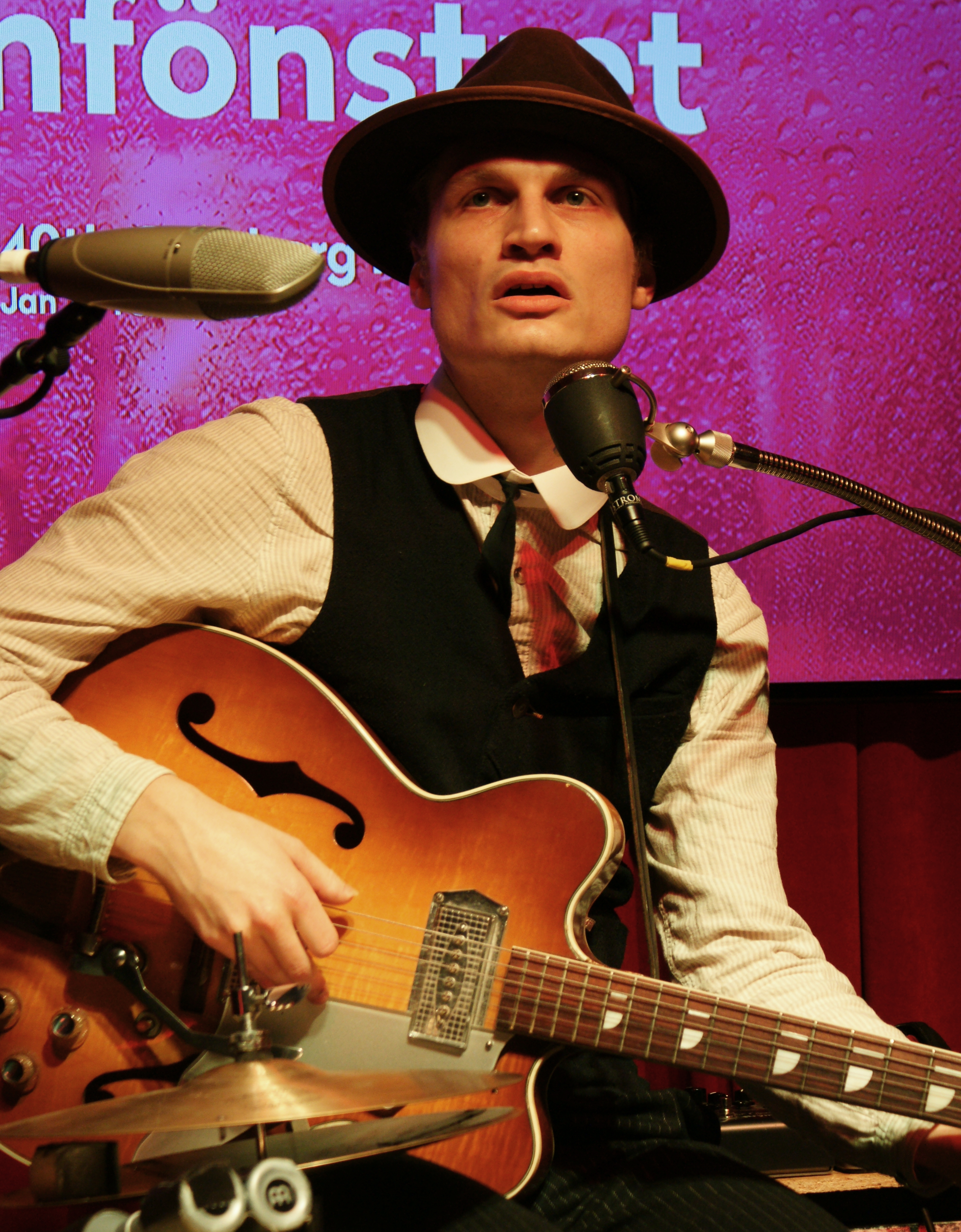
Bror Gunnar Jansson au Festival international du film de Göteborg en 2017.

Né dans un petit village proche de Göteborg en Suède, Bror Gunnar Jansson grandit dans une famille de musiciens : son père est contrebassiste et son grand-père accordéoniste. Il est initié au blues très tôt et joue avec son père dans son groupe Serves You Right to Suffer, en hommage à John Lee Hooker. Il pratique plusieurs instruments : le violoncelle, la  contrebasse, le saxophone et la basse électrique.
En 2012, il sort chez The Greatest Records son premier album Bror Gunnar Jansson pressé à 100 exemplaires et remarqué par Télérama et Radio France.
Repéré par un label français, Normandeep Blues Records, Bror (aussi connu sous le pseudonyme de Gugges Enmanna) publie son deuxième album, Moan Snake Moan en 2014, séduit les critiques musicaux et se produit sur les scènes françaises (festival Les Nuits de l’alligator, La Maroquinerie...),,,,.
Après une tournée d'été en 2016, deux albums sortent en 2017 And The Great Unknown, Part I & II,,.
Bror Gunnar Jansson est un one man band ou homme orchestre puisque sur scène il joue de la guitare et de la batterie en même temps.

## Discographie
- 2012 : Bror Gunnar Jansson
- 2014 : Moan snake moan
- 2017 : And The Great Unknown Part I, EP
- 2017 : And The Great Unknown, Part II
- 2019 : They Found My Body In A Bag[11]
- 2021 : Faceless Evil, Nameless Fear
- 2023 : Moan Snake Moan PT. I PT. II & PT. III

## Distinction
- Académie Charles-Cros 2014 : Coup de cœur blues[12]